# Робби Робертсон (Marvel Comics)
Джо́зеф «Ро́бби» Ро́бертсон (англ. Joseph "Robbie" Robertson) — персонаж американских комиксов издательства Marvel Comics, созданный Стэном Ли и Стивом Дитко, являющийся одним из второстепенных героев в историях про Человека-паука. Робби Робертсон был одним из первых темнокожих персонажей комиксов, которые играли серьёзную роль в сюжете, не будучи комик релифами. Как правило Робби появляется в качестве высокопоставленного редактора нью-йоркской газеты Daily Bugle, а также выступает близким другом и доверенным лицом её издателя, Джея Джоны Джеймсона. Нередко Робби является голосом разума в голове Джеймсона, когда тот пытается всячески очернить репутацию Человека-паука. В то же время Робертсон с большим уважением относится к альтер эго супергероя, Питеру Паркеру и другим сотрудникам Bugle. В 1980-х было раскрыто прошлое персонажа, в частности его конфликт с суперзлодеем Могильщиком, что вызвало читательский интерес к герою.
На протяжении многих лет с момента его первого появления в комиксах персонаж появлялся в других медиа продуктах, в том числе: фильмы, мультсериалы и видеоигры. В трилогии Сэма Рэйми его роль исполнил актёр Билл Нанн, а в сериале «Паук-Нуар» — Ламорн Моррис.

## История публикаций
Робби Робертсон был создан сценаристом Стэном Ли и художником Джоном Ромитой-старшим и впервые появился в The Amazing Spider-Man #51 (Август, 1967). За годы публикаций он продолжил появляться в комиксах о Человеке-пауке и выступил главным героем ограниченной серии Amazing Spider-Man: Daily Bugle.

## Биография
Джо Робертсон мечтал с детства стать журналистом. Будучи студентом средней школы Гарлема, он работал в школьной газете, став её редактором на последнем курсе и выиграв стипендию в Колумбийском университете. Трудолюбивый и целеустремленный, Робби был бесстрашным репортёром, который однажды столкнулся с сокурсником из Гарлема Лонни Томпсоном Линкольном по прозвищу Могильщик. Будучи массивным альбиносом, над которым издевались сверстники из-за его внешности, жестокий Лонни считал Робби своего рода другом, поскольку Робби был одним из немногих, кто никогда не издевался над ним. Тем не менее, когда Лонни начал использовать свою сверхчеловеческую силу, чтобы вымогать деньги у одноклассников, Робби подготовил статью для газеты Harlem High, разоблачающую деятельность Лонни. Устроив засаду для Робби после школы, Могильщик жестоко избил его, пока Робби не согласился не опубликовывать статью. Лонни видел в этом сердечное взаимопонимание между друзьями, но Робби был противен самому себе и решил никогда больше не идти на компромисс со своей этикой.
Оставив позади инцидент с Могильщиком, Джо окончил обучение в Колумбийском университете, получил степень и через несколько лет получил работу ночного дежурного в The Philadelphia Inquirer. Также он женился на своей девушке Марте, однако вскоре после этого его новая жизнь оказалась осложнена старым знакомым из прошлого. Когда телефонный информатор сказал Робби, что знает, кто убил местного криминального авторитета Оззи Монтану, Робби организовал тайную встречу на берегу, однако там он обнаружил своего информатора мёртвым в руках Могильщика, который стал наёмным убийцей со склонностью ломать шеи. Робби сбежал и хранил молчание обо всём инциденте, опасаясь того, что Могильщик может сделать с ним или его женой то же самое, если он заговорит. Джо понял, что так и не оправился полностью от своих первых встреч с Могильщиком, и что убийца имел над ним странную власть.
Пытаясь забыть свои неудачи с Могильщиком, Робби вернулся к своей журналистской карьере. Он и Марта вернулись на Манхэттен, где Джо стал репортёром Daily Bugle. В течение следующих двадцати лет Робби поднялся по служебной лестнице и стал редактором городской газеты и одним из самых уважаемых журналистов города. Он подружился с издателем и главным редактором Bugle Джей Джоной Джеймсоном. Несмотря на то, что в душе Джеймсон был хорошим газетчиком с сильной социальной ответственностью, он часто позволял своим личным предубеждениям ставить под угрозу его журналистскую точку зрения, но уравновешивающие взгляды Робби сохраняли освещение новостей Bugle относительно справедливым, в частности статьи о Человеке-пауке. Джеймсон был склонен относиться к костюмированным линчевателям с подозрением и презрением, что вылилось в ненависть к Человеку-пауку. Никто не догадывался, что этим супергероем был молодой фотограф Bugle Питер Паркер, к которому Робертсон относился по-отцовски. Робби имел более объективное представление о супергероях Нью-Йорка, судя о них по их действиям, и много раз помогал Человеку-пауку.
Впервые Робби помог Человеку-пауку поймать преступника Хамелеона. Позже, когда Робби разоблачил коррумпированного политика Сэма Буллита, Человек-Паук и Человек-лёд объединились, чтобы спасти Робертсона от мстительных головорезов Буллита. Робби нацелился на другого коррумпированного политика, кандидата в мэры Ричарда Рэли, и Человек-паук спас Робертсона от свирепого суперагента Рэли, Крушителя, который позже убил самого Рэли.
Семейная жизнь Робби часто складывалась не так гладко, как профессиональная. Его первенец, Патрик, умер ещё в младенчестве. Второй сын Робби, Рэнди, вырос до совершеннолетия, однако часто ожесточенно ссорился со своим отцом из-за разницы в их убеждениях. Будучи радикалом, Рэнди был ключевым игроком в студенческих протестных движениях в Университете Эмпайр-Стейт, отчего Робби приходилось вмешиваться в его дела в качестве отца и репортёра. В конечном итоге, Рэнди перешёл в Питтсбургский университет, где познакомился и женился на белой еврейке по имени Аманда, к большому дискомфорту Робби. В конце концов Рэнди вернулся в Нью-Йорк и устроился социальным работником, а Робби постепенно принял смешанный брак своего сына, хотя позже Рэнди и Аманда расстались. В дальнейшем Рэнди состоял в отношениях с Глорией Грант, секретаршей Джеймсона.
Навязчивая ненависть Джеймсона к Человеку-пауку на протяжении многих лет доводила его до принятия безумных решений, включая финансирование нескольких проектов, направленных на поимку, унижение или уничтожение героя. В результате одного из таких проектов появился суперзлодей, известный как Скорпион. Джеймсон держал своё участие в секрете в течение многих лет, но после того, как Хобгоблин попытался шантажировать его, используя эту информацию, Джеймсон сделал полное публичное признание и ушёл с поста главного редактора Bugle, продвинув Робертсона вместо себя. В то время как Джеймсон по-прежнему активно присутствовал в Bugle в качестве её издателя, Робертсон оказался очень успешным и эффективным в новой роли главного редактора газеты. Он был другом и наставником репортёров и обозревателей, таких как Бетти Брант, Кейт Кушинг, Кэт Фаррелл, Нед Лидс, Джой Меркадо, Лейла Тейлор и Бен Урих.
Когда Питер Паркер раскрыл свою личность в качестве Человека-паука во время событий Civil War Джеймсон подал иск на бывшего сотрудника, посчитав, что тот мошенничал, фотографируя самого себя. Робертсон вступился за молодого человека, за что был уволен, однако некоторое время спустя вернулся на работу. Также, в какой-то момент Рэнди начал встречаться с Дженис Линкольн, дочерью его заклятого врага Могильщика.

## Альтернативные версии

### Ultimate Marvel
Во вселенной Ultimate Marvel Робби редко появляется на страницах Ultimate Spider-Man, поскольку Daily Bugle не играет значимой роли в жизни Питера Паркера. Чаще всего Робби спорит с Джеймсоном, иногда заручаясь поддержкой Бена Уриха. 

## Вне комиксов

### Телевидение
- Молодой Робби Робертсон появляется в телефильме «Человек-паук» 1977 года, где его сыграл Хилли Хикс.
- Льюис Бейли озвучил Робертсона в мультсериале «Человек-паук» 1981 года[14].
- В мультсериале «Человек-паук» 1994 года Робби Робертсон, озвученный Родни Солсберри[14], является одним из второстепенных героев. Как и в комиксах, он выступает правой рукой Джей Джоны Джеймсона, и регулярно пытается убедить его, что Человек-паук не злодей. В прошлом он был другом Лонни Линкольна. Будучи детьми, они случайно забросили баскетбольный мяч в окно продуктового магазина, после чего Робби удалось сбежать, тогда как прибывшие полицейские арестовали Лонни. Спустя годы Робби устроился на работу в местную газету и посетил химический завод, где вновь встретил Лонни, ставшего преступником. Лонни попытался подставить Робби, чтобы того арестовали, как когда-то и его, однако, в результате несчастного происшествия, Линкольн упал в чан с химикатами и был признан мёртвым. Решив искупить своё прошлое, Робби остался, чтобы объяснить случившееся полиции, которая его отпустила. К тому времени, когда он начал работать в Daily Bugle, он с ужасом узнал, что его сын Рэнди присоединился к банде выжившего Линкольна, ставшего известным как Могильщик. Тем не менее, Человеку-пауку удалось защитить сына Робби, а затем спасти и самого Робертсона-ставшего, когда того попытались посадить в тюрьму Могильщик, Кингпин и Ричард Фиск.
- Фил Ламар озвучил Робби в мультсериале «Новые приключения Человека-паука»[15].
- Робертсон фигурирует в эпизоде «А вот и Паучок…» мультсериала «Мстители: Величайшие герои Земли» 2013 года, где его озвучил Трой Бейкер[14].
- В мультсериале «Человек-паук» 2017 года Робертсона озвучил Эрни Хадсон[14].
- В будущем сериале «Паук-Нуар» Робби Робертсона сыграет Ламорн Моррис[16].

### Кино
- Билл Нанн исполнил роль Робби в трилогии Сэма Рэйми про Человека-паука[6]. Дебютировав в картине «Человек-паук» 2002 года, Нанн вернулся в её сиквелах — «Человек-паук 2» 2004 года и «Человек-паук 3: Враг в отражении» 2007 года.
- Изначально Робби должен был появиться в фильме «Новый Человек-паук. Высокое напряжение» 2014 года, однако, в конечном итоге, был вырезан из сценария[17].

### Видеоигры
- В игре Spider-Man 2 (2004) Робби озвучил Джефф Купвуд[14][18].
- Чарли Робинсон озвучил Робертсона в игре Spider-Man 3[19].
- Робби появляется на уровне ТВ-студии в игре Marvel Super Heroes vs. Street Fighter, в случае, если игрок выбирает Человека-паука.
- Робби присутствует в концовке Человека-паука в игре Marvel vs. Capcom 3: Fate of Two Worlds.
- В игре Spider-Man 2 (2023) Робби поручает Людям-паукам запечатлеть на камеру памятные локации и события в Нью-Йорке[20].

### Товары
Робби Робертсон является одной из 25 фигурок в наборе Lego «Редакция Daily Bugle».